# Nadezjda Besfamilnaja
Nadezjda Besfamilnaja (ryska: Надежда Бесфамильная), född den 27 december 1950 i Moskva, Ryssland, är en sovjetisk friidrottare inom kortdistanslöpning.
Hon tog OS-brons på 4 x 100 meter vid friidrottstävlingarna 1976 i Montréal. 